# Hannerl und ihre Liebhaber (film 1921)
Hannerl und ihre Liebhaber è un film muto del 1921 diretto da Felix Basch.

## Produzione
Il film fu prodotto dalla Frankfurter Film-Co. GmbH.

## Distribuzione
Distribuito dalla Universum Film (UFA) con il visto di censura in data 21 gennaio 1921, il film fu presentato a Berlino il 4 febbraio 1921.